# Impresa ferroviaria

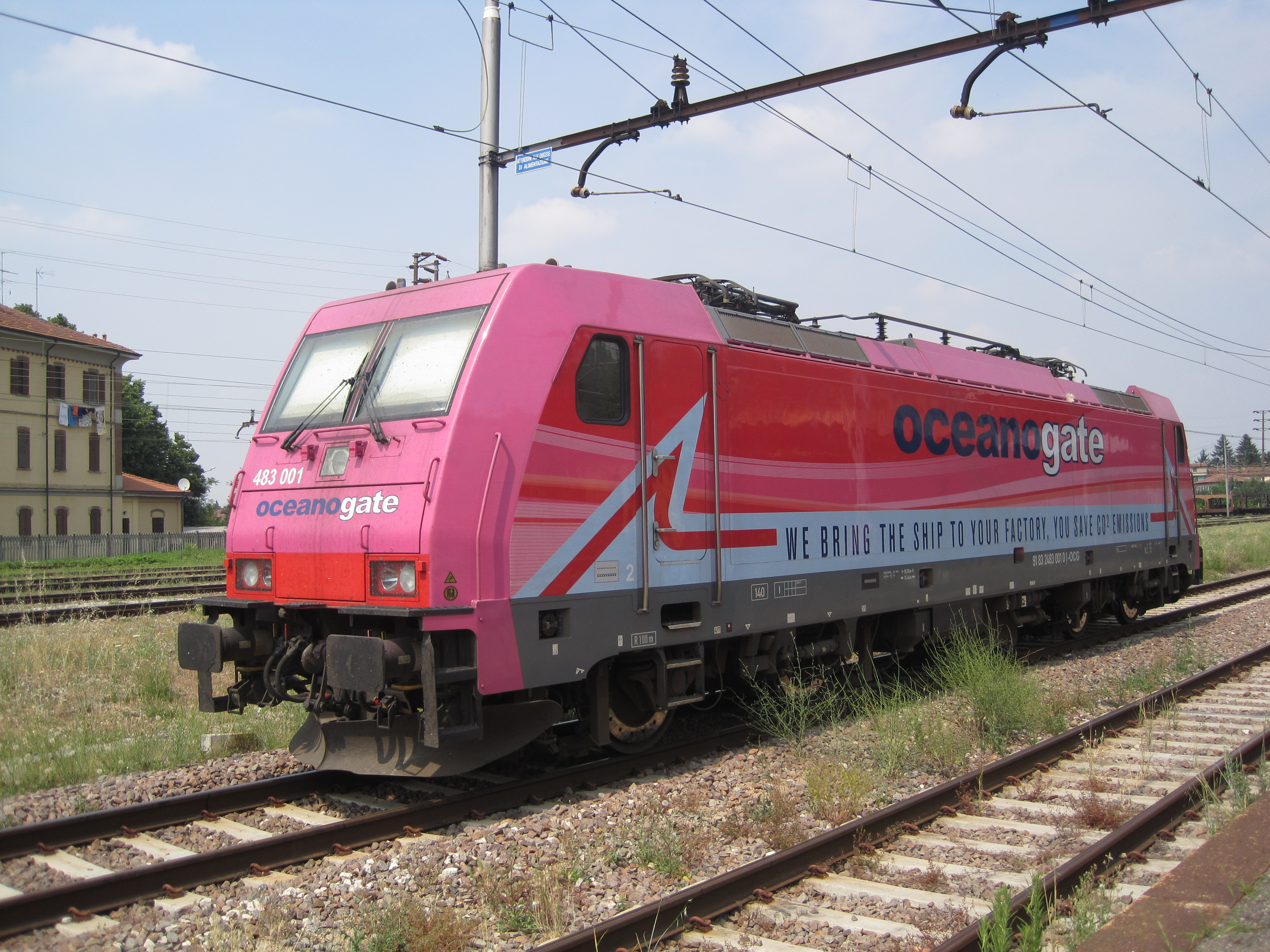
Trasporto merci a cura di un operatore intermodale: locomotiva Oceanogate 483 001 (Tortona, Italia)

Un’impresa ferroviaria è definita, in Europa, come qualsiasi impresa a statuto privato o pubblico la cui attività principale è rappresentata dalla fornitura di prestazioni di trasporto ferroviario di merci e/o di persone e che garantisce obbligatoriamente la trazione.

## Quadro normativo
La necessità di introdurre il concetto di Impresa ferroviaria deriva in Europa dalla necessità individuata di separare i processi di mantenimento e gestione dell'infrastruttura ferroviaria da quelli di esercizio del trasporto, al fine di favorire la concorrenza fra imprese. Tale orientamento si concretizzò con l'emissione della Direttiva 91/440/CEE del Consiglio, del 29 luglio 1991.
Una definizione analoga a quella adottata in Europa è utilizzata per regolare l'adesione all'UIC (Union internationale des chemins de fer), nei confronti della quale le imprese ferroviarie, purché di dimensioni idonee, sono considerate “membri attivi”.

## Compiti e responsabilità

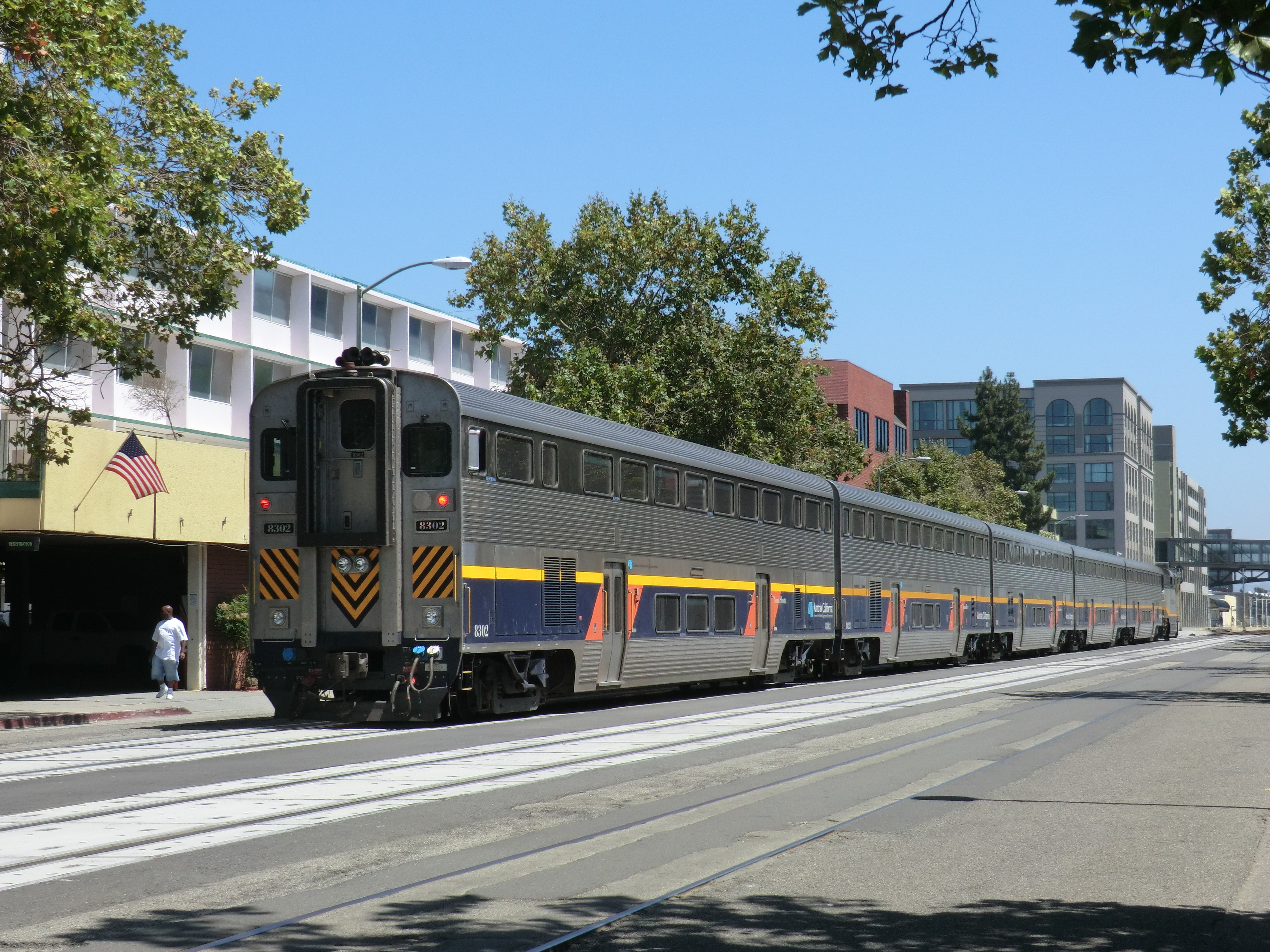
Servizio passeggeri: un treno regionale di Amtrak California, a Oakland, Jack London Square

Le attività delle imprese ferroviarie, che possono operare nel campo del trasporto passeggeri, in quello delle merci o in entrambi, con modalità di accesso a tali settori regolate da ciascun Paese, comprendono le seguenti funzioni:
- formazione
- verifica
- condotta
- scorta

A ciascuna di queste funzioni corrisponde una specifica figura professionale abilitata (formatore, verificatore, macchinista, capotreno).
Al fine di controllare l'idoneità delle imprese ferroviarie all'assunzione di tali compiti è generalmente in uso un sistema di abilitazioni la cui complessità varia da stato a stato, ma che in generale prevede:
- il rilascio di una “licenza” come operatore ferroviario
- il rilascio di uno o più “certificati di sicurezza”

Nell'Unione Europea la licenza di operatore ferroviario (definito "Railway Undertaker") è rilasciata dalle società di gestione dell'infrastruttura o dagli Stati membri, mentre i certificati di sicurezza vengono rilasciati, con modalità che variano da Stato a Stato, delle rispettive agenzie per la sicurezza ferroviaria ("National Safety Autorities") una volta validati i rispettivi sistemi per la gestione della sicurezza rispetto a quanto previsto a livello comunitario e nazionale.

## Altre attività

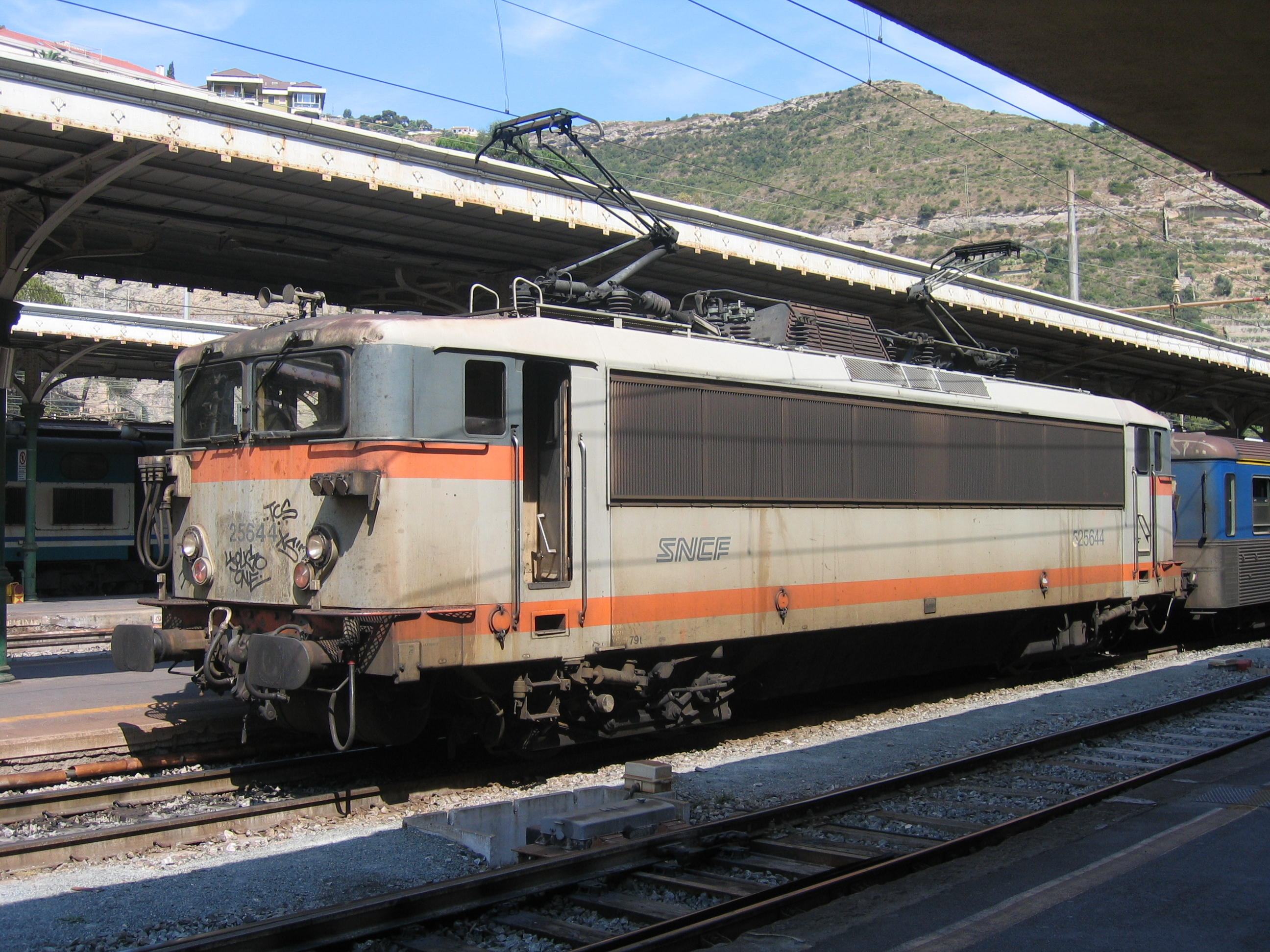
Trasporto passeggeri regionale gestito da una società statale: locomotiva SNCF 525 644 a Ventimiglia (Italia)

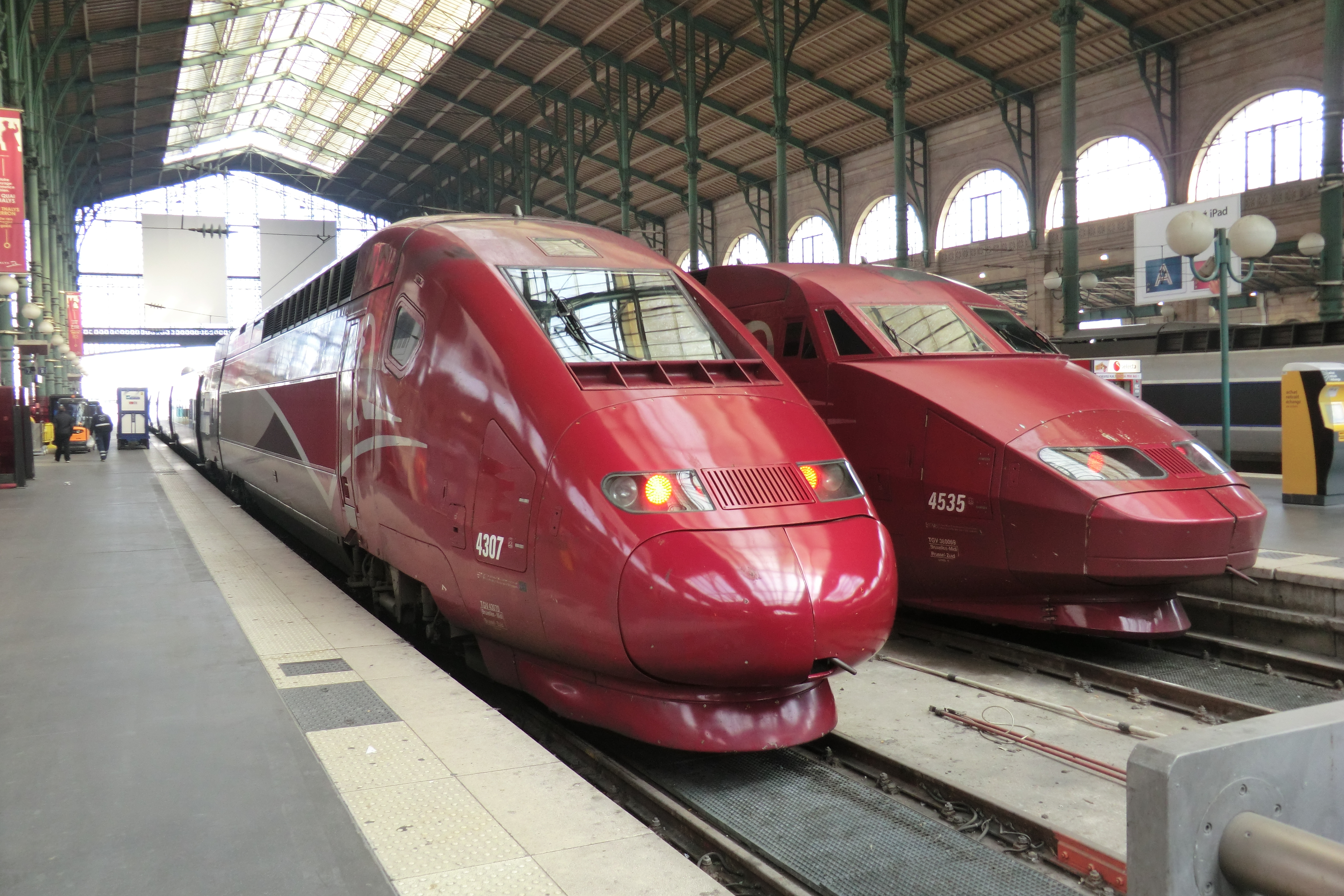
Trasporto passeggeri a cura di una società dedicata: due generazioni di treni costruiti per Thalys (Parigi Gare de l'Est)

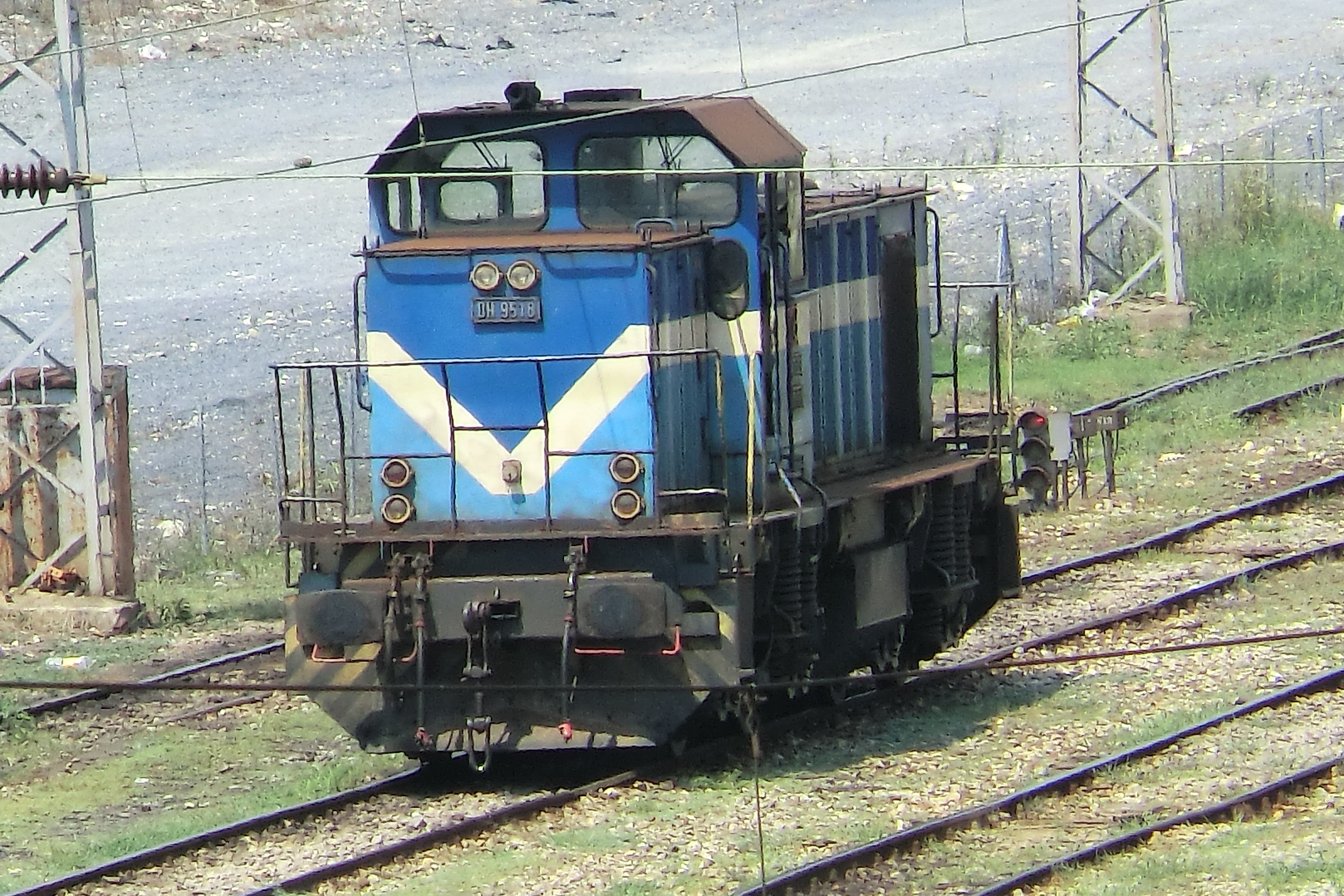
Servizio di manovra: locomotiva TCDD ad Halkalı (Turchia)

Sovente, in funzione della dimensione di impresa e del modello di business adottato, le imprese ferroviarie assumono ulteriori compiti che non sono propri della loro definizione giuridica ma possono essere svolti anche da soggetti terzi, mediante rapporti contrattuali. Un elenco non esaustivo di tali funzioni comprende:
- Manovra - Questa può essere condotta all'interno di scali/terminal privati per lo smistamento dei veicoli ferroviari, la composizione dei convogli ed il loro ricovero, così come in ambito pubblico per il piazzamento dei convogli, individuati dal gestore dell'infrastruttura come “treni”, sui binari di linea.
- Logistica - La funzione commerciale di vendita dei servizi di trasporto viene svolta direttamente ad opera di imprese ferroviarie che derivano, ad esempio, da ex operatori pubblici monopolistici, o da operatori di origine extra-ferroviaria che costituiscono proprie imprese ferroviarie.
- Fleet management - Seppure la proprietà di materiale rotabile non è una condizione necessaria per l'attività di impresa ferroviaria, potendosi ricorrere a contratti di noleggio di vario tipo nei confronti di detentori, numerose imprese dispongono di veicoli ferroviari propri. La manutenzione dei veicoli, a sua volta, può essere svolta in proprio o ricorrendo a società specializzate a tale scopo.
- Gestione dell'infrastruttura - In alcuni casi e in alcuni Stati la separazione fra infrastruttura e trasporto non è attuata o lo è solo a livello contabile. È il caso ad esempio di ferrovie con caratteristiche tecniche difformi (scartamento, elettrificazione, presenza di cremagliera, etc) rispetto a quelle dalle reti continentali, o modalità di esercizio differenti (omologazioni come tranvie o metropolitane, accordi fra Stati confinanti, etc.) per l'esercizio delle quali non è attuabile una reale concorrenza fra imprese ferroviarie.

## In Italia
Le imprese interessate allo svolgimento dell'attività d'impresa ferroviaria devono risultare in possesso di un certificato di sicurezza (documento che attesta l'adozione e il mantenimento di un idoneo sistema di gestione della sicurezza) rilasciato ad opera dell'Agenzia Nazionale per la Sicurezza delle Ferrovie, inoltre l'impresa deve essere in possesso della licenza di trasporto ferroviario rilasciata dal Ministero delle Infrastrutture e dei Trasporti.
Al 2013 risultavano 40 imprese ferroviarie, su un totale di 65 licenze rilasciate a partire dal 2000.